# Klimatski elementi
Klimatski elementi određeni su općom cirkulacijom atmosfere. To su:
1. Sunčeva radijacija
2. temperatura
3. tlak zraka i površina Zemlje
4. vlaga zraka i evaporacija
5. naoblaka i trajanje sijanja Sunca (insolacija)
6. smjer i brzina vjetra
7. padaline
8. snježni pokrivač